# Gangoh
Gangoh é uma cidade e um município no distrito de Saharanpur, no estado indiano de Uttar Pradesh.

## Geografia
Gangoh está localizada a 29° 46′ N, 77° 15′ L. Tem uma altitude média de 252 metros (826 pés).

## Demografia
Segundo o censo de 2001, Gangoh tinha uma população de 53,947 habitantes. Os indivíduos do sexo masculino constituem 55% da população e os do sexo feminino 45%. Gangoh tem uma taxa de literacia de 40%, inferior à média nacional de 59.5%: a literacia no sexo masculino é de 47% e no sexo feminino é de 32%. Em Gangoh, 16% da população está abaixo dos 6 anos de idade.